# Partido de Tapalqué
Tapalqué es uno de los 135 partidos de la provincia argentina de Buenos Aires. Su cabecera es la ciudad de Tapalqué.

## Superficie y límites
El partido posee una superficie de 4172 kilómetros cuadrados y limita al norte con el partido de General Alvear, al este con el partido de Las Flores, al oeste con el partido de Bolívar y al sur con los partidos de Azul y Olavarría. 

## Historia
El pueblo de Tapalqué fue creado en la avanzada sobre el territorio dominado por los pueblos nativos indígena, hacia la década de 1830 (1831), durante el gobierno de Juan Manuel de Rosas.El 25 de diciembre de 1839 fue creado el partido de Tapalqué, por decreto del gobernador Juan Manuel de Rosas.- Su extensión era mucho mayor que la actual, ya que lindaba con el Partido de Saladillo y el Partido de Las Flores al N.E. y E. y al S.O. con los el Partido de Laprida y el Partido de General La Madrid. La ciudad de Tapalqué fue creada en su emplazamiento actual por el gobernador Mariano Saavedra, por decreto del 7 de noviembre de 1863. El primitivo fortín, que estaba ubicado al S.E. del actual emplazamiento, fue trasladado luego al campamento de "Las Puntas del Arroyo Tapalquén" (nombre de la localidad de Olavarría antes de que se fundara oficialmente y su fundador, Álvaro Barros, le cambiara el nombre original a la localidad) una vez pacificada la zona en la lucha por la conquista del territorio. Prontamente fue arrasado el fortín de avanzada y se volvió a fundar un 7 de noviembre de 1863 a unos treinta kilómetros al norte del pueblo destruido, también sobre la ribera del Arroyo Tapalqué.

## Toponimia
"Tapalquén" en mapuche quiere decir "aguas o bañados con totoras".

## Población
- Población 1991 : 8,111 habitantes (Indec, 1991)
- Población 2001 : 8,511 habitantes (Indec, 2001)
- Población 2010 : 9,178 habitantes (Indec, 2010)
- Población 2022 : 10,783 habitantes (Indec, 2022)

| Gráfica de evolución demográfica de Partido de Tapalqué entre 1869 y 2022 |
|                                                                           |
| Fuentes: INDEC                                                            |

## Localidades del Partido
- Tapalqué, ciudad cabecera.
- Altona, a 19 km al SO.
- Crotto, a 31 km al SO.
- Eufemio Uballes, a 33 km al SO.
- Yerbas, a 21 km al NO.
- San Bernardo, a 46 km al NO.
- Covello, a 44 km al NE.
- Velloso, a 58 km al NE.
- La Paloma, a 90 km al NO.

## Educación
- Año: 2005
- Establecimientos: 33
- Comedores: 27
- Matrícula: 3.408
- Docentes: 317
- Fondo Mantenimiento: $ 175.497

## Intendentes municipales
| Intendente               | Mandato                                           | Partido |
| Néstor José Vásquez      | 10 de diciembre de 1983 - 10 de diciembre de 1987 | UCR     |
| Heriberto Miguel Tavella | 10 de diciembre de 1987 - 10 de diciembre de 1991 | UCR     |
| Mario Alejandro Menchaca | 10 de diciembre de 1991 - 10 de diciembre de 1995 | UCR     |
| Ricardo Toribio Romera   | 10 de diciembre de 1995 - 20 de marzo de 2004     | PJ      |
| Gustavo Rodolfo Cocconi  | 20 de marzo de 2004 - al presente                 | PJ      |